# Рожівська сільська рада (Броварський район)
Рожівська сільська рада — орган місцевого самоврядування у Броварському районі Київської області з адміністративним центром у с. Рожівка.

## Загальні відомості
Історична дата утворення: 8 січня 1991 року.
Загальна площа землі в адмінмежах Рожівської сільської ради — 3148,4 га.
Адреса 07414, Київська обл., Броварський р-н, с. Рожівка, вул. Слави, 17.

## Населені пункти
Сільській раді підпорядковані населені пункти:
- с. Рожівка

## Склад ради
Рада складається з 12 депутатів та голови.

### Керівний склад ради
| ПІБ                       | Основні відомості                                                 | Дата обрання | Дата звільнення |
| ------------------------- | ----------------------------------------------------------------- | ------------ | --------------- |
| Величенко Софія Дмитрівна | Сільський голова, 1961 року народження, освіта, позапартійна      | 26.03.2006   | 31.10.2010      |
| Величенко Софія Дмитрівна | Сільський голова, 1961 року народження, освіта вища, позапартійна | 31.10.2010   |                 |

Примітка: таблиця складена за даними джерела